# Louischen
Louischen ist eine Polka française von Johann Strauss (Sohn) (op. 339). Das Werk wurde am 22. September 1869 in Pawlowsk in Russland erstmals aufgeführt.

## Einzelnachweis
1. ↑  Quelle: Englische Version des Booklets (Seite 72) in der 52 CDs umfassenden Gesamtausgabe der Orchesterwerke von Johann Strauß (Sohn), Hrsg. Naxos (Label). Das Werk ist als neunter Titel auf der 26. CD zu hören.